# Clermont-Pouyguillès
Clermont-Pouyguillès ist eine französische Gemeinde mit 159 Einwohnern (Stand 1. Januar 2022) im Département Gers in der Region Okzitanien (vor 2016: Midi-Pyrénées). Die Gemeinde gehört zum Arrondissement Mirande und zum Kanton Mirande-Astarac.
Die Einwohner werden Clermontois und Clermontoises genannt.

## Geographie
Clermont-Pouyguillès liegt circa elf Kilometer südöstlich von Mirande in der historischen Provinz Armagnac.
Umgeben wird Clermont-Pouyguillès von den sieben Nachbargemeinden:
|              | Loubersan                                   | Seissan          |
| Saint-Médard | Kompassrose, die auf Nachbargemeinden zeigt | Labarthe         |
| Moncassin    | Saint-Arroman                               | Lourties-Monbrun |

Clermont-Pouyguillès liegt im Einzugsgebiet des Flusses Garonne.
Nebenflüsse des Gers durchqueren das Gebiet der Gemeinde,
- der Cédon und
- der Sousson mit seinen Nebenflüssen,
  - dem Ruisseau du Galinon,
  - dem Ruisseau du Hay und
  - dem Ruisseau de Saclès, der in Clermont-Pouyguillès entspringt.[2]

## Geschichte
Vor 1806 wurde die frühere Gemeinde Clermont-Derrière eingegliedert, im Jahre 1822 die früheren Gemeinden Bascous, Nouilhan und Pouyguillès. Die Gemeinde trägt seitdem den Namen Clermont-Pouyguillès.

## Einwohnerentwicklung

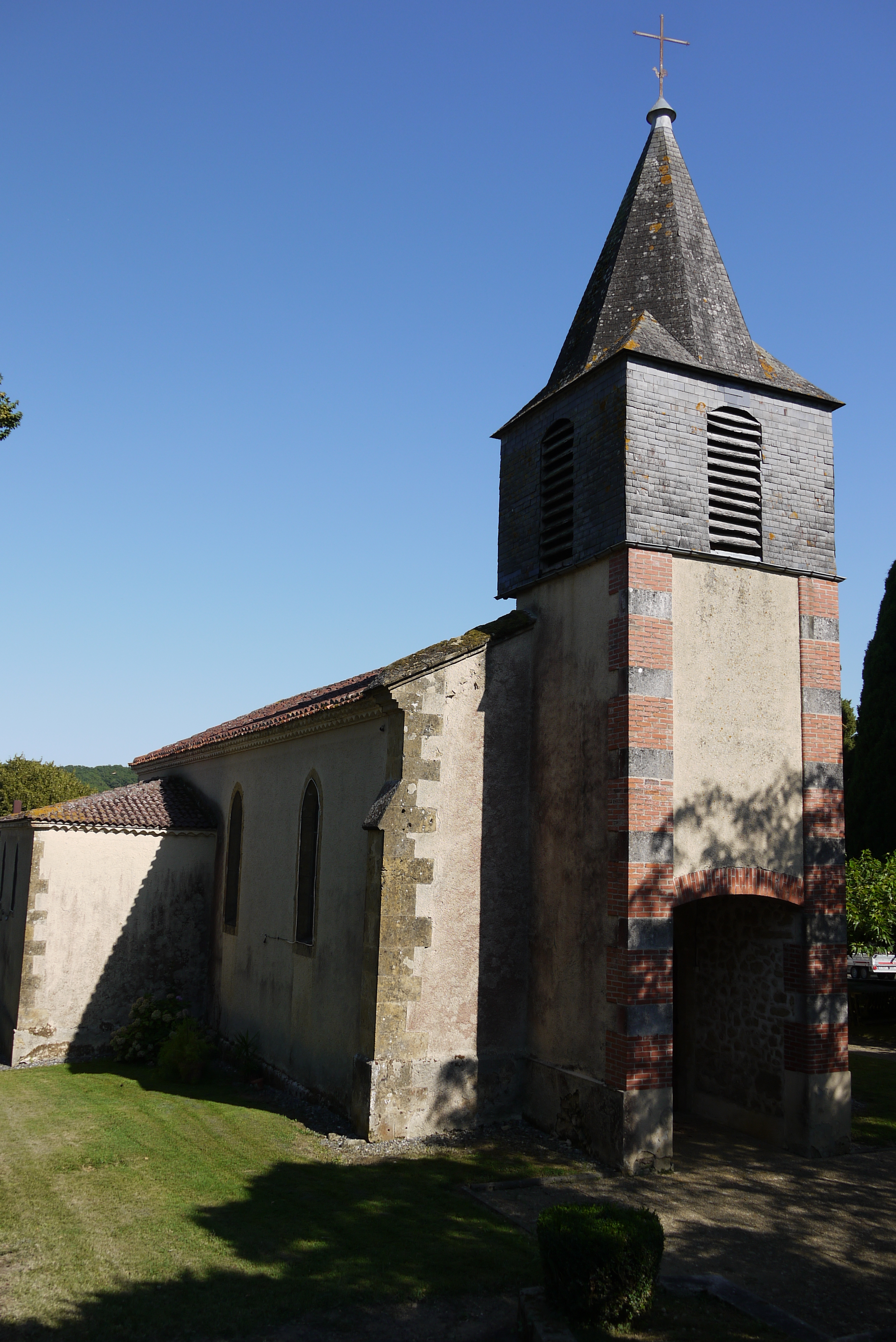
Kirche Saint-Sernin

Mit der Eingliederungen der früheren Gemeinden erreichte die Zahl der Einwohner bis zur Mitte des 19. Jahrhunderts ihren Höchststand von 440. In der Folgezeit sank die Größe der Gemeinde bei zwischenzeitlichen Erholungsphasen bis zu den 1970er Jahren auf ihren tiefsten Stand von rund 145 Einwohnern, bevor sie leicht wuchs und sich seit den 1990er Jahren auf ein Niveau von rund 160 Einwohnern stabilisierte.
| Jahr      | 1962 | 1968 | 1975 | 1982 | 1990 | 1999 | 2006 | 2011 | 2022 |
| --------- | ---- | ---- | ---- | ---- | ---- | ---- | ---- | ---- | ---- |
| Einwohner | 183  | 165  | 144  | 153  | 158  | 158  | 156  | 162  | 159  |

## Sehenswürdigkeiten
- Kirche Saint-Sernin
- Kirche Saint-Pierre im Weiler Nouilhan

## Wirtschaft und Infrastruktur
Die Landwirtschaft ist einer der wichtigsten Wirtschaftsfaktoren der Gemeinde.
Clermont-Pouyguillès liegt in den Zonen AOC der Schweinerasse Porc noir de Bigorre und des Schinkens Jambon noir de Bigorre.

### Verkehr
Clermont-Pouyguillès ist über die Routes départementales 104, 150, 237 und 304 erreichbar.